# Brändö
Pour les articles homonymes, voir Brando.
Brändö est une municipalité du territoire d'Åland, territoire finlandais autonome situé en mer Baltique ayant le suédois comme seul langue officielle. 88,4 % de la population de Brändö a pour langue maternelle le suédois.

## Géographie
La commune se présente comme un important archipel composé de plus de 1 200 îles de toutes tailles. Elle se présente d'ailleurs comme celle qui compte le plus d'îles par habitant au monde, plus de 2 de moyenne. L'archipel est situé plus près du continent, en l'occurrence la région de Finlande du Sud-Ouest, que de l'île principale d'Åland.
La municipalité compte 10 villages, répartis sur les principales îles. Aucune île ne dépasse les 10 km², mais les principales sont reliées entre elles par des chaussées, ce qui permet une communication routière aisée entre 7 des 10 villages.
Elle est reliée à ses voisines par plusieurs bacs. Le ferry de Kustavi (port de Vuosnainen) permet de gagner le continent, et celui de Vårdö et de Kumlinge la connecte au reste du territoire d'Åland.
Outre Kustavi (nord-est) et Kumlinge (ouest), les communes les plus proches sont Iniö et Houtskär à l'est, toutes deux en Finlande du Sud-Ouest.